# Sarah McTernan
Sarah McTernan (født 11. marts 1994) er en irsk sanger og sangskriver fra Scarriff, County Clare. Hun er kendt for at vinde tredjepladsen i fjerde sæson af den irske version af The Voice i april 2015. Hun skal repræsentere Irland i Eurovision Song Contest 2019 med sangen "22".